# Gračanica, Andrijevica
Gračanica este un sat din comuna Andrijevica, Muntenegru. Conform datelor de la recensământul din 2003, localitatea are 307 locuitori (la recensământul din 1991 erau 397 de locuitori).

## Demografie
În satul Gračanica locuiesc 249 de persoane adulte, iar vârsta medie a populației este de 41,3 de ani (38,8 la bărbați și 43,8 la femei). În localitate sunt 112 gospodării, iar numărul mediu de membri în gospodărie este de 2,74.
Această localitate este populată majoritar de sârbi (conform recensământului din 2003).
|  |

| Demografie | Demografie | Demografie |
| An         | Locuitori  | Locuitori  |
| ---------- | ---------- | ---------- |
|            |            |            |
|            |            |            |
|            |            |            |
|            |            |            |
| 1948       | 870        |            |
| 1953       | 906        |            |
| 1961       | 787        |            |
| 1971       | 736        |            |
| 1981       | 558        |            |
| 1991       | 397        | 397        |
| 2003       | 336        | 307        |

| \| Componența etnică conform recensământului din 2003[2] \| Componența etnică conform recensământului din 2003[2] \| Componența etnică conform recensământului din 2003[2] \| Componența etnică conform recensământului din 2003[2] \| Componența etnică conform recensământului din 2003[2] \| \| ----------------------------------------------------- \| ----------------------------------------------------- \| ----------------------------------------------------- \| ----------------------------------------------------- \| ----------------------------------------------------- \| \| \| \| \| \| \| \| Sârbi \| Sârbi \| \| 230 \| 74,91% \| \| Muntenegreni \| Muntenegreni \| \| 59 \| 19,21% \| \| Maghiari \| Maghiari \| \| 1 \| 0,32% \| \| necunoscută \| necunoscută \| \| 4 \| 1,3% \| |              |  |     |        |
| Componența etnică conform recensământului din 2003 |              |  |     |        |
| |              |  |     |        |
| Sârbi | Sârbi        |  | 230 | 74,91% |
| Muntenegreni | Muntenegreni |  | 59  | 19,21% |
| Maghiari | Maghiari     |  | 1   | 0,32%  |
| necunoscută | necunoscută  |  | 4   | 1,3%   |